# Силикуа
Силѝкуа (на италиански: Siliqua; на сардински: Silìcua) е малко градче и община в Южна Италия, провинция Южна Сардиния, автономен регион и остров Сардиния. Разположено е на 66 m надморска височина. Населението на общината е 3973 души (към 2010 г.).